# Pleasant Grove (Utah)
Pleasant Grove – miasto w Stanach Zjednoczonych, w stanie Utah, w hrabstwie Utah.